# Чубар Тетяна Миколаївна
Тетяна Миколаївна Чубар — молодший сержант Збройних Сил України, учасниця російсько-української війни, що відзначилася у ході російського вторгнення в Україну в 2022 році.

## Життєпис
Тетяна Чубар народилася 1998 року в місті Конотопі на Сумщині. Її батько — уродженець Західної України, а мати родом із Сімферополя. Туди щоліта родина подорожувала до моря. В 2012 році батько покинув родину. Після закінчення дев'яти класів загальноосвітньої школи в рідному місті навчалася у профтехучилищі на кухаря-кондитера. Покинувши навчання на останньому курсі, у 18-річному віці заключила контракт із ЗСУ. З 2017 року обіймала військову посаду статистика у медичній роті 58-ої окремої мотопіхотної бригади імені гетьмана Івана Виговського, що базується в Конотопі. Брала участь у війні на сході України, отримала статус учасника бойових дій. Після закінчення декретної відпустки за другою дитиною з 2019 року несла військову службу в реактивній батареї цієї ж бригади. Згодом перейшла до самохідного дивізіону цієї ж бригади, де обіймає військову посаду номера обслуги, тобто, заряджальника у складі екіпажу самохідної артилерійської установки (САУ). Навчалася бути навідницею у дивізіоні в Немирові. У лютому 2022 року планувала поїхати навчатись на командира гармати. Утім, з початком повномасштабного російського вторгнення в Україну опинилася на передовій. В ході війни одержала військове звання молодшого сержанта та була призначена командиром гармати української самохідної гаубиці 2С1 «Гвоздика».
Поза військовою службою Тетяна Чубар доволі відома тік-токерка під ніком @__princeska_13_.

## Родина
Тетяна Чубар має двох синів, що народилися в 2015 та 2018 роках. Під час війни діти живуть із її матір'ю Ганною. Одружилася в січні 2023 року з Михайлом. Подробиці про свого обранця Тетяна Чубар тримає в секреті.

## Нагороди
- Орден «За мужність» III ступеня (2022) — за особисту мужність і самовіддані дії, виявлені у захисті державного суверенітету та територіальної цілісності України, вірність військовій присязі[10].
- Медаль «За військову службу Україні» (2021) — за вагомий особистий внесок у зміцнення обороноздатності Української держави, мужність і самовідданість, виявлені під час бойових дій, високий професіоналізм та зразкове виконання службових обов'язків[11].